# Molophilus (Molophilus) hyrcanus
Molophilus (Molophilus) hyrcanus is een tweevleugelige uit de familie steltmuggen (Limoniidae). De soort komt voor in het Palearctisch gebied.